# إتش إم إس ساسكس (1693)
إتش إم إس ساسكس هي كانت سفينة خطية تابعة لالبحرية الملكية البريطانية، فٌقدت في عاصفة شديدة في 1 مارس 1694 بالقرب من ساحل جبل طارق وربما كان على متنها 10 أطنان من العملات الذهبيةقد تصل قيمتها الآن إلى أكثر من 500 مليون دولار.